# Пръскаща тетра
Пръскащите тетри (Copella arnoldi) са вид актиноптери от семейство Лебиасинови (Lebiasinidae).
Разпространени са в сладководни басейни в северната част на Южна Америка.
Таксонът е описан за пръв път от Чарлз Тейт Риган през 1912 година.